# Дзіков
Дзіков (словац. Dzikov) — річка; ліва притока Ториси, протікає в округах Сабінов і Пряшів.
Довжина приблизно 14.1-17.4 км. Витік знаходиться в масиві Чергівські гори (схил Градової гори) — на висоті приблизно 700 метрів.
Протікає територією сіл Ратвай; Губошовце; Узовце; Ґреґоровце і міста Великий Шариш. Впадає в Торису на висоті приблизно 255 метрів.